# Club Juan Aurich
Juan Aurich is een Peruviaanse voetbalclub uit Chiclayo. De club werd opgericht op 3 september 1922. De thuiswedstrijden worden in het Estadio Elías Aguirre gespeeld, dat plaats biedt aan 25.000 toeschouwers. De clubkleuren zijn rood-wit.

## Erelijst
- Beker van Peru:

1997, 2007
- Primera División:
  - Tweede plaats: 1968, Eerste plaats: 2011